# The Miracle Club
The Miracle Club ist eine Filmkomödie von Thaddeus O’Sullivan. Darin gewinnen zwei in Irland lebende Freundinnen bei einer Tombola eine Pilgerreise in den Wallfahrtsort Lourdes. Der Film feierte im Juni 2023 beim Tribeca Film Festival seine Premiere.

## Handlung
Im irischen Ballyfermot, Dublin, im Jahr 1960. Das Leben der Frauen im streng katholischen Irland ist von starren Regeln und Traditionen geprägt. Bei einer vom örtlichen Priester veranstalteten Tombola gewinnen die beiden Freundinnen Lily und Eileen eine Pilgerreise nach Lourdes. Da ihre gemeinsame beste Freundin Maureen vor kurzem verstorben ist, nehmen sie deren Tochter Chrissie mit, die gerade aus den USA nach Irland zurückgekehrt ist. So gelingt es ihnen, während ihrer Reise nach Frankreich für einige Tage aus der Enge Ballyfermots auszubrechen.

## Produktion
Regie führte Thaddeus O’Sullivan. Das Drehbuch schrieb Joshua D. Maurer gemeinsam mit Timothy Prager und Jimmy Smallhorne.
Die Britin Maggie Smith, die US-Amerikanerin Kathy Bates und Agnes O’Casey spielen die Freundinnen Lily Fox, Eileen Dunne und Dolly. Für Maggie Smith war es die letzte Filmrolle vor ihrem Tod. Laura Linney spielt Dollys Tochter Chrissie. Mark O’Halloran spielt den Priester Father Dermot Byrne. In weiteren Rollen sind Niall Buggy als Tommy Fox und Hazel Doupe als Cathy zu sehen.
Die Dreharbeiten fanden in Dublin statt. Als Kameramann fungierte John Conroy, der zuletzt für Idris Elbas Regiedebüt Yardie, Rupert Everetts Regiedebüt The Happy Prince und die Filmkomödie Flora and Son von John Carney tätig war.
Die Filmmusik komponierte Edmund Butt. Das Soundtrack-Album mit insgesamt 18 Musikstücken wurde am 14. Juli 2023 von Dubois Records als Download veröffentlicht.
Der erste Trailer wurde Mitte April 2023 vorgestellt. Die Premiere des Films erfolgte am 12. Juni 2023 beim Tribeca Film Festival. Am 14. Juli 2023 kam der Film in die US-amerikanischen Kinos. Ebenfalls im Juli 2023 wurde er beim Galway Film Fleadh gezeigt.

## Rezeption

### Kritiken
Die Kritiken waren gemischt; auf der Plattform Rotten Tomatoes erhielt der Film 66 % in der Kritikerwertung.

### Auszeichnungen
Galway Film Fleadh 2023
- Auszeichnung mit dem Bingham Ray New Talent Award (Agnes O’Casey, auch für Lies We Tell)[10]

Irish Film and Television Awards 2024
- Nominierung als Beste Nebendarstellerin (Agnes O’Casey)[11]